# Cama elástica

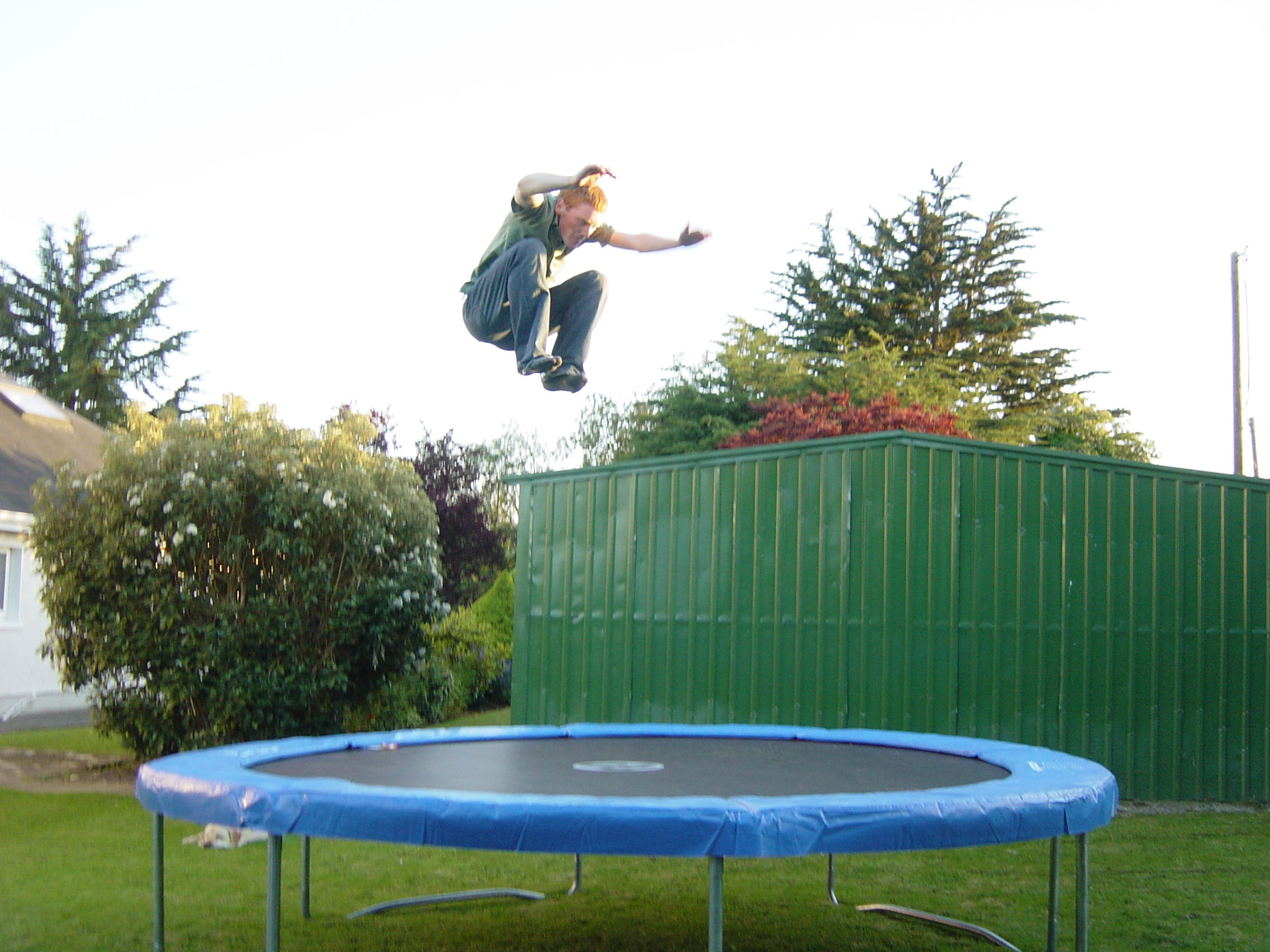
Un joven saltando en una cama elástica.

Una cama elástica es una lona elástica que unida a una estructura metálica mediante muelles que sirve para entretenimiento. La diversión consiste en saltar y dar volteretas sobre ella aprovechando el impulso de su elasticidad. La cama elástica es el aparato más reconocido de la gimnasia en trampolín gracias a su debut en los Juegos Olímpicos de Sídney 2000. 
Entre los riesgos que implican las camas se encuentran los golpes y las caídas exteriores. Para evitarlos, a su alrededor se coloca una malla protectora y tanto los muelles como la estructura se protegen con colchones de gomaespuma. 
Las camas elásticas se encuentran en algunos parques públicos, así como en otros recintos de ocio tales como ferias o parques de atracciones. Sin embargo, también existen modelos de menor tamaño para situarlos en jardines particulares.
Algunos accesorios para las camas individuales son:
- Malla lateral
- Escalerilla para acceder a ella
- Funda para su protección
- está compuesta por bandas

## Historia

### Los primeros dispositivos tipo cama elástica

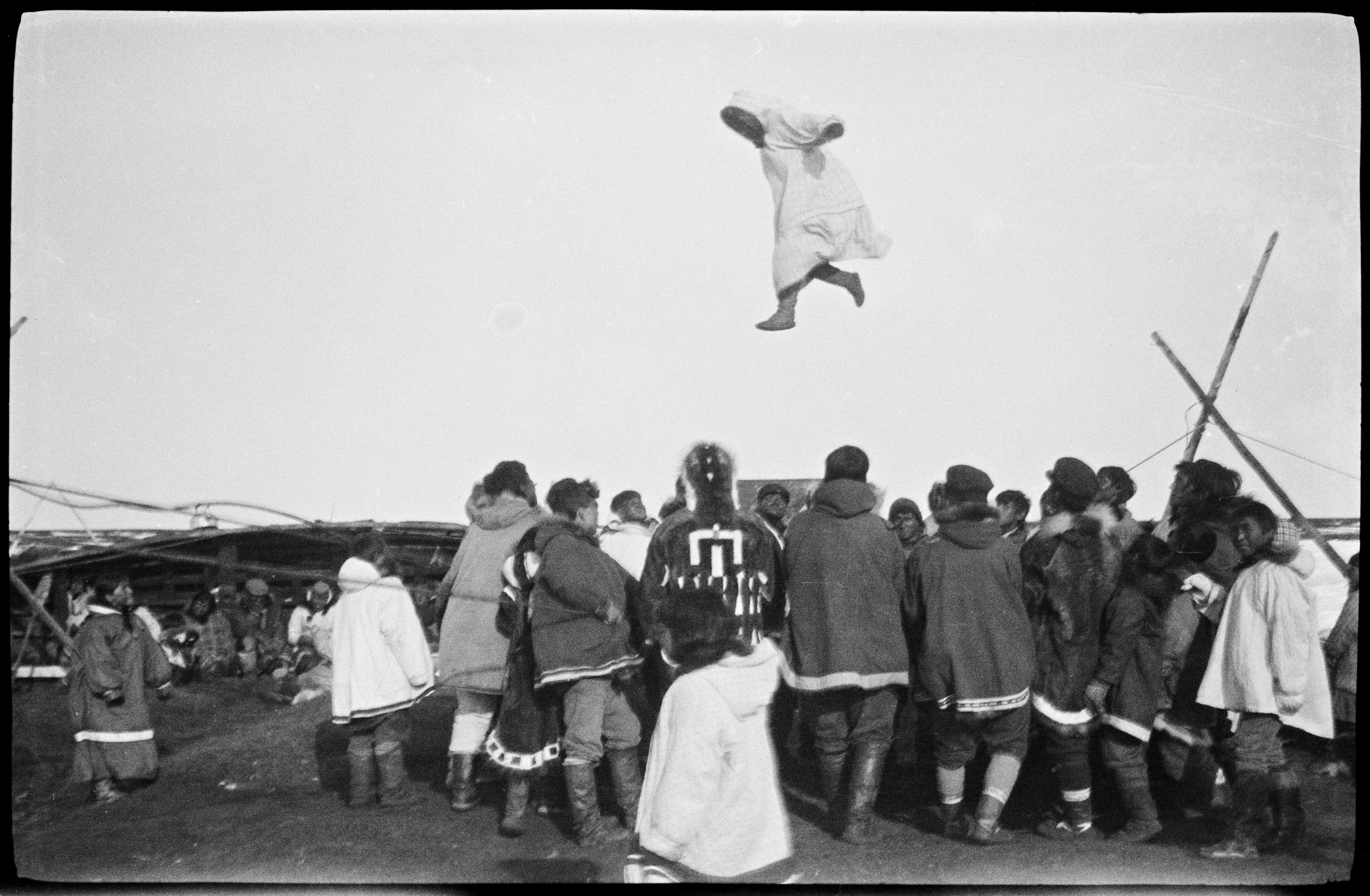
Lanzamiento de manta inuit en Wainwright, Alaska (1922-1923) durante la Expedición Maud de Amundsen

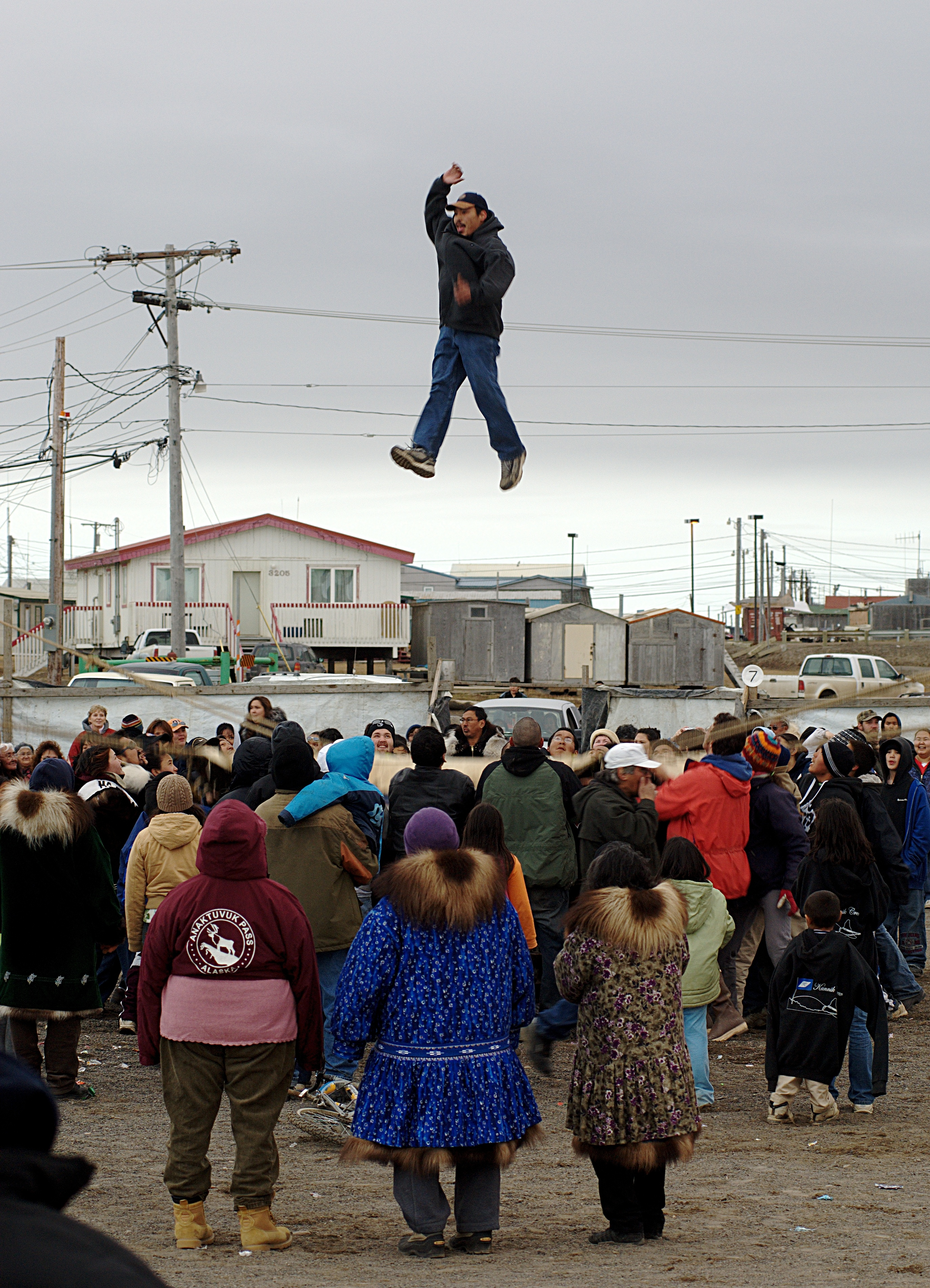
Lanzamiento de mantas Iñupiat durante el festival Nalukataq en Barrow, Alaska (2006)

Un juego similar a la cama elástica fue desarrollado por los inuit, que lanzaban al aire bailarines de manta sobre una piel de morsa de uno en uno (véase Nalukataq) durante una celebración primaveral de la recolección de ballenas. También hay evidencias de personas en Europa que han sido lanzadas al aire por un número de personas que sostenían una manta. Mak en la obra de misterio de Wakefield La segunda obra de los pastores, y Sancho Panza en El Quijote, son ambos sometidos a manta - sin embargo, estos son claramente casos no voluntarios, no recreativos de castigo cuasi-judicial, administrado por la multitud. Las redes salvavidas de tipo trampolín que en su día utilizaron los bomberos para atrapar a la gente que salía de los edificios en llamas se inventaron en 1887.
El cartel del siglo XIX del Circo Real de Pablo Fanque hace referencia a la actuación en cama elástica. Se cree que el dispositivo era más parecido a un trampolín que el aparato de tela y muelles enrollados que se utiliza actualmente.
Puede que estos no sean los verdaderos antecedentes del deporte moderno del trampolín, pero indican que el concepto de rebotar en una superficie de tela existe desde hace tiempo. En los primeros años del siglo XX, algunos acróbatas utilizaban una "cama saltarina" en el escenario para divertir al público. La cama saltarina era una forma de pequeño trampolín cubierto con ropa de cama, sobre el que los acróbatas realizaban principalmente rutinas cómicas.
Según el folclore del circo, el trampolín fue supuestamente desarrollado por primera vez por un artista llamado du Trampolin, que vio la posibilidad de utilizar la red de seguridad del trapecio como forma de propulsión y dispositivo de aterrizaje y experimentó con diferentes sistemas de suspensión, reduciendo finalmente la red a un tamaño práctico para la actuación independiente. Aunque los dispositivos similares a los trampolines se utilizaban en los espectáculos y en el circo, la historia de du Trampolin es casi seguramente apócrifa. No se ha encontrado ninguna prueba documental que la respalde.
William Daly Paley de Thomas A. Edison, Inc. filmó la iniciación del lanzamiento de una manta a un nuevo recluta de la Compañía F, 1º de Voluntarios de Ohio en 1898.

### Las primeras camas elásticas modernas
La primera cama elástica moderna fue construida por George Nissen y Larry Griswold en 1936. Nissen era un competidor de gimnasia y buceo y Griswold era un tumbler en el equipo de gimnasia, ambos en la Universidad de Iowa, Estados Unidos. Habían observado que los trapecistas utilizaban una red tensa para añadir valor de entretenimiento a su actuación y experimentaron estirando un trozo de lona, en el que habían insertado ojales a lo largo de cada lado, a un marco de hierro angular mediante muelles enrollados. Al principio se utilizaba para entrenar a los volatineros, pero pronto se hizo popular por sí mismo. Nissen explicó que el nombre procedía del español trampolín, que significa un tabla de salto. Nissen había escuchado la palabra en una gira de demostración en México a finales de la década de 1930 y decidió utilizar una forma anglicista como marca comercial del aparato.
En 1942, Griswold y Nissen crearon la Griswold-Nissen Trampoline & Tumbling Company, y comenzaron a fabricar trampolines comercialmente en Cedar Rapids, Iowa.
El término genérico para el trampolín de marca era un tumbler de rebote  y el deporte comenzó como rebound tumbling. Desde entonces ha perdido su marca comercial y se ha convertido en una marca genérica.

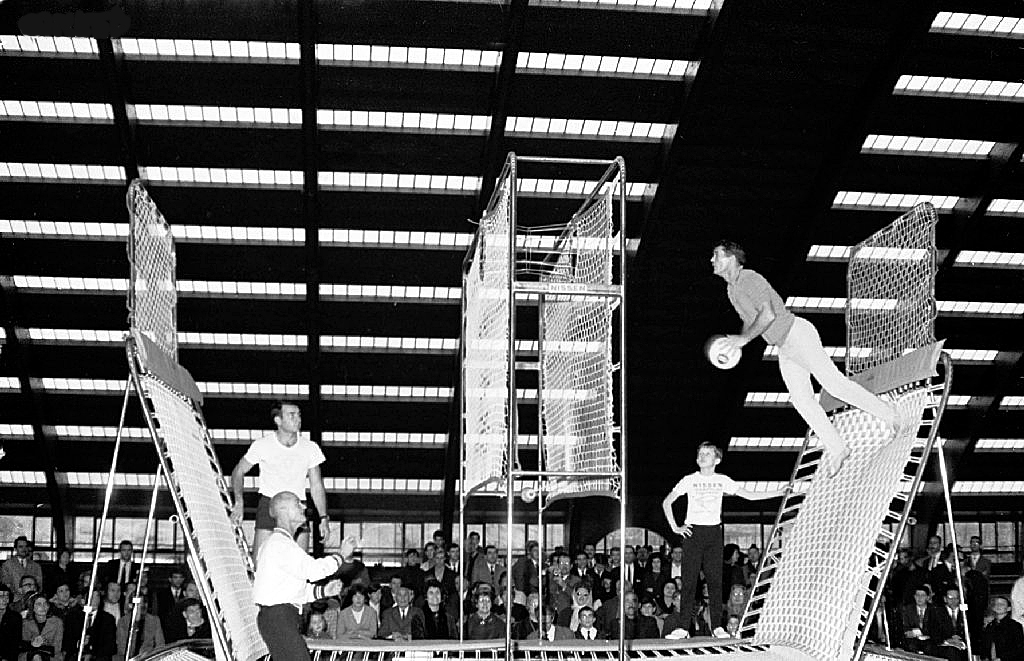
Demostración del Spaceball en 1968

Al principio de su desarrollo, Nissen anticipó que los trampolines se utilizarían en una serie de áreas recreativas, incluidas las que implicaban a más de un participante en el mismo trampolín. Uno de estos juegos era el Spaceball, un juego de dos equipos de dos personas en un solo trampolín con "paredes" extremas especialmente construidas y una "pared" central a través de la cual se podía impulsar una pelota para golpear un objetivo en la pared extrema del otro lado.

### Uso en vuelo y entrenamiento de astronautas
Durante la Segunda Guerra Mundial, la Escuela de Vuelo de la Marina de los Estados Unidos desarrolló el uso del trampolín en su entrenamiento de pilotos y navegantes, dándoles una práctica concentrada en la orientación espacial que no había sido posible antes. Después de la guerra, el desarrollo del programa de vuelos espaciales volvió a poner en uso el trampolín para ayudar a entrenar a los astronautas estadounidenses y soviéticos, dándoles experiencia de posiciones corporales variables en vuelo.

### Deportes de competición

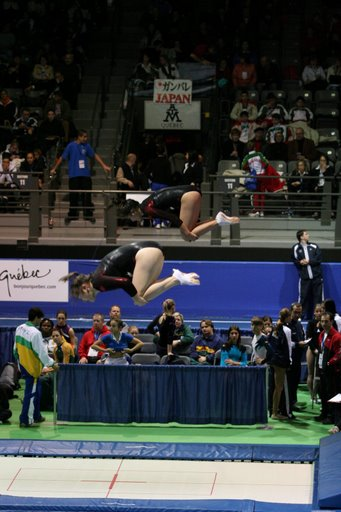
Chicas compitiendo en cama elástica sincronizada.

Los primeros Campeonatos del Mundo de Cama Elástica fueron organizados por Ted Blake de Nissen, y se celebraron en Londres en 1964. Los primeros campeones del mundo fueron estadounidenses, Dan Millman y [udy Wills Cline.  Cline pasó a dominar y convertirse en la campeona de trampolín más condecorada de todos los tiempos.
Uno de los primeros pioneros del trampolín como deporte de competición fue Jeff Hennessy, un entrenador de la Universidad de Luisiana en Lafayette. Hennessy también entrenó al equipo de trampolín de Estados Unidos, del que salieron más campeones mundiales que de ninguna otra persona. Entre sus campeones mundiales estaba su hija, Leigh Hennessy. Tanto Jeff como Leigh Hennessy están en el USA Gymnastics Salón de la Fama.
El deporte gimnástico de competición del trampolín forma parte de los Juegos Olímpicos desde el año 2000. En un trampolín de competición moderno, un atleta hábil puede rebotar hasta una altura de hasta 10 metros (32,8 pies), realizando múltiples saltos mortales y giros. Los trampolines también figuran en el deporte de competición del Slamball, una variante del baloncesto, y del Bossaball, una variante del voleibol.

### Entrenamiento cruzado de otros deportes
Hay otros deportes que utilizan las camas elásticas para ayudar a desarrollar y perfeccionar las habilidades acrobáticas en los entrenamientos antes de que se utilicen en el recinto deportivo real. Ejemplos de ello son el buceo, la gimnasia y el esquí de estilo libre. Una de las principales ventajas del trampolín como herramienta de entrenamiento para otros deportes acrobáticos es que permite la práctica repetitiva de ejercicios para la experiencia acrobática cada dos segundos o menos, en comparación con los muchos minutos de los deportes que implican colinas, rampas o plataformas altas. En algunas situaciones, también puede ser más seguro en comparación con los aterrizajes en el suelo.

## Tipos de camas elásticas
El marco de una cama elástica de competición es de acero y puede hacerse plegable para su transporte a los lugares de competición. La cama elástica es de tamaño rectangular 4,28 x 2,14 metros (14,0 x 7 pies) encajada en el marco 5,05 x 2,91 metros (17 x 10 pies)
con unos 110 muelles de acero (el número real puede variar según el fabricante). La cama está hecha de un tejido resistente, aunque éste no es en sí mismo elástico; la elasticidad la proporcionan únicamente los muelles. El tejido puede ser de cincha, que es el material más utilizado. Sin embargo, en los Campeonatos del Mundo de 2007 celebrados en Quebec, se utilizó una cama (o cama de dos cuerdas) de David Ross, tejida con cuerdas finas individuales. Este tipo de cama da un poco más de altura al rebote.

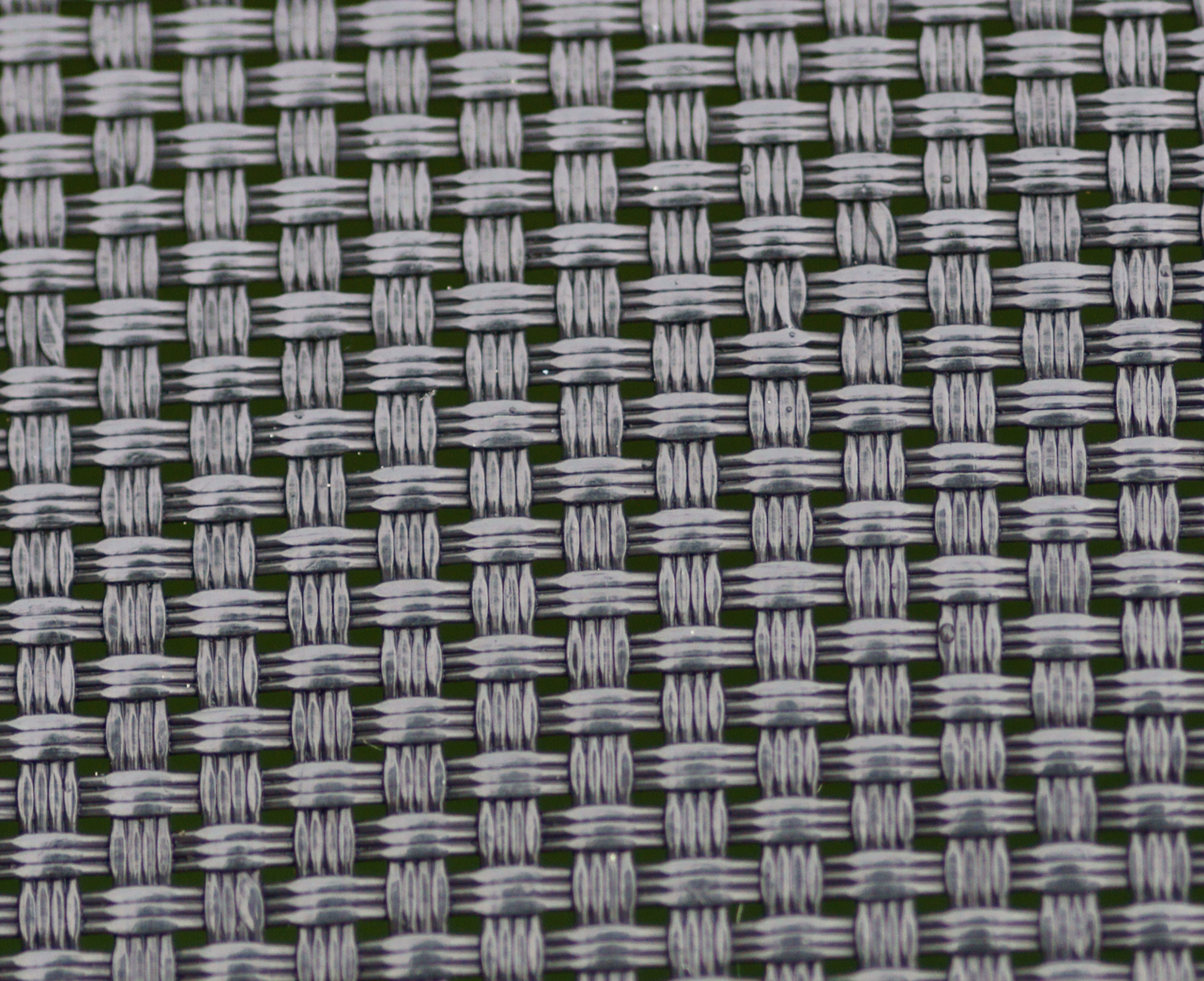
Ejemplo de malla de cama elástica.

Los trampolines recreativos para uso doméstico tienen una construcción menos robusta que los de competición y sus muelles son más débiles. Pueden tener varias formas, aunque la mayoría son circulares, octogonales o rectangulares. El tejido suele ser una lona impermeable o un material de polipropileno tejido. Al igual que los trampolines de competición, los trampolines recreativos suelen estar fabricados con muelles de acero enrollados para proporcionar la fuerza de rebote, pero también existen trampolines sin muelles.

## La cama elástica en el circo
La cama elástica constituye también un buen instrumento para el arte circense ya que sobre la misma, los acróbatas pueden realizar espectaculares piruetas tales como saltos con giro, saltos mortales, saltos de extensión, etc. Además, por sus características, la cama se presta bien a números de acrobacia cómica en los que los artistas simulan caídas, golpes, enganchadas, etc.

## Ventajas derivadas de saltar en una cama elástica[9]
Según la NASA (National Aeronautics and Space Administration) saltar sobre una cama elástica es un 68% más eficaz que correr. Saltando sobre una cama elástica se queman rápidamente calorías y se ayuda a mantener la línea.
- Saltar sobre una cama elástica ayuda a reducir el estrés.
- Saltar sobre una cama elástica es una actividad apta y beneficiosa para cualquier persona. Por ello, todo aquel que desee mejorar su condición física, aunque sufra limitaciones físicas o mentales, puede utilizar la cama elástica.
- Saltando sobre una cama elástica se mejora la condición mental y física.
- Saltando sobre una cama elástica se oxígena mejor la sangre con lo que los vasos sanguíneos se ensanchan y mejora la circulación. Al mejorar la circulación se consigue una mayor sensación de bienestar.
- Al saltar sobre una cama elástica se respira más oxígeno con lo que se limpian los pulmones y la piel.
- Al saltar sobre una cama elástica se mejora la alineación de caderas, muslos y piernas. La flexibilidad mejora, al igual que el sentido del equilibrio y el sentido de la coordinación.
- Saltar sobre una cama elástica reduce al mínimo la carga sobre caderas, rodillas, tobillos y pies.

## Seguridad

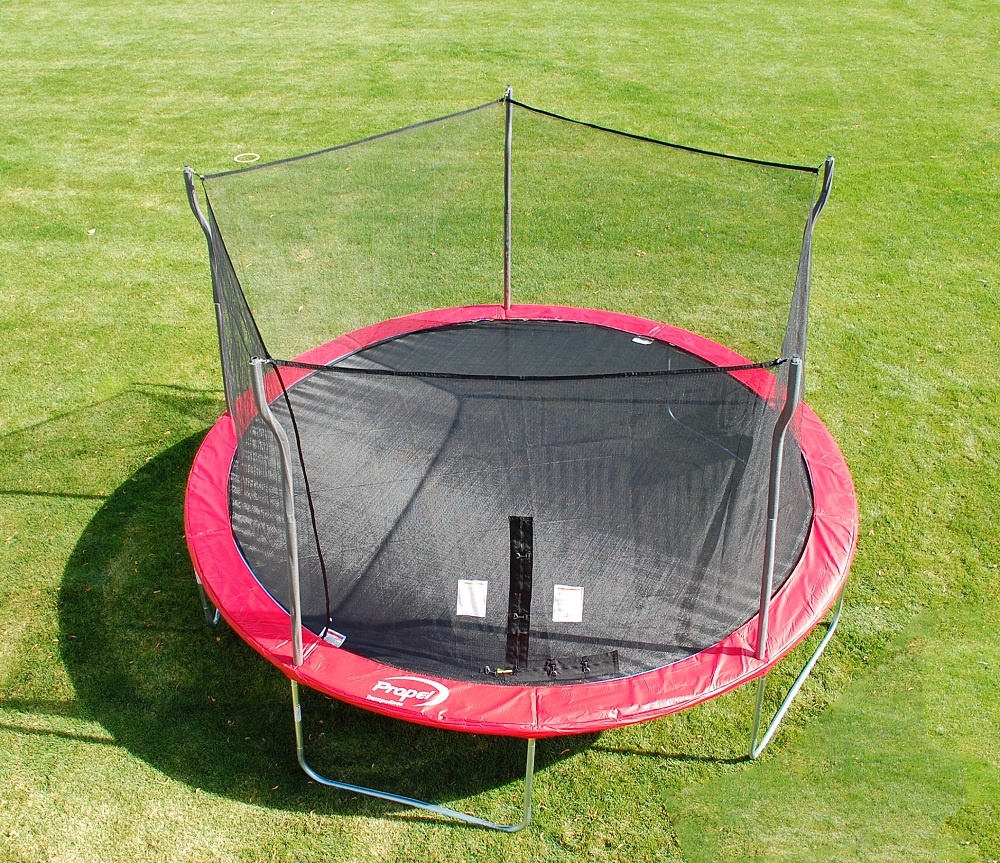
Con las redes de seguridad, se reduce el riesgo de caerse de la cama elástica.

Utilizar una cama elástica puede ser peligroso. Los clubes y gimnasios organizados suelen tener grandes plataformas de seguridad con almohadillas de espuma en cada extremo, y se colocan observadores junto a la cama elástica para intentar frenar la caída de cualquier deportista que pierda el control y se caiga.  En 1999, la Comisión de Seguridad de Productos del Consumidor de EE. UU. calculó que se produjeron 100.000 visitas a las salas de urgencias de los hospitales por lesiones en camas elásticas.
Debido a que el número de personas implicadas es mucho mayor y a que las normas de seguridad son menores, la mayoría de las lesiones se producen en camas elásticas domésticas de propiedad privada o en instalaciones comerciales de camas elásticas, en lugar de en gimnasios organizados.
El programa Marketplace de la cadena de televisión CBC descubrió que el sector de los parques de camas elásticas no está regulado en Canadá, con diferentes normas sobre la profundidad de los acolchados y las fosas de espuma, las autoinspecciones y las reparaciones, y que no se exige informar de las lesiones. También se observó que, por lo general, había muy poco personal para hacer cumplir las normas, y que los anuncios promocionales a menudo mostraban a los participantes realizando saltos mortales, aunque esto era extremadamente peligroso sin la formación adecuada. Todos los parques de camas elásticas se basan en exenciones de responsabilidad, en las que el firmante asume el riesgo de la actividad, incluso cuando las lesiones son consecuencia de la propia negligencia del establecimiento o de un equipo mal mantenido, en lugar de reforzar las normas de seguridad y la supervisión.
El rebote de una cama elástica puede resultar en una caída de 3-4 metros (10-13 pies) desde el pico de un rebote al suelo o una caída en los resortes de suspensión y el marco. En los últimos años se ha producido un aumento del número de camas elásticas domésticas y el correspondiente incremento del número de lesiones registradas. Algunas organizaciones médicas han sugerido que se prohíba el uso doméstico de estos dispositivos.
Las autoridades recomiendan que sólo se permita saltar a una persona a la vez para evitar colisiones y que las personas sean catapultadas en una dirección inesperada o más alto de lo que esperan. Una de las fuentes más comunes de lesiones es cuando hay varios usuarios rebotando en la cama elástica al mismo tiempo. A menudo, esta situación hace que los usuarios reboten unos contra otros y se lesionen; muchos sufren roturas de huesos como resultado de un mal aterrizaje tras chocar con otro usuario.

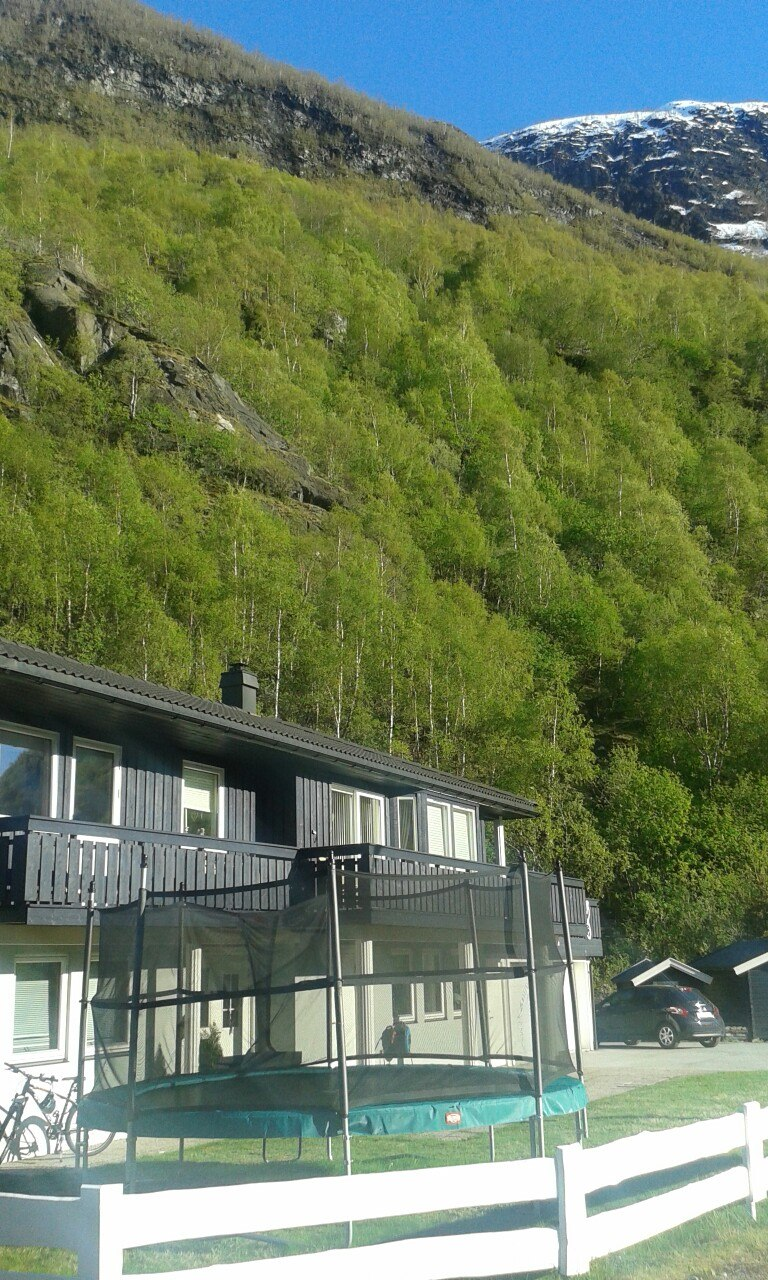
Una cama elástica de recreo con un recinto de red de seguridad

Otra de las fuentes más comunes de lesiones graves es el intento de realizar saltos mortales sin el entrenamiento adecuado. En algunos casos, las personas caen sobre el cuello o la cabeza, lo que puede causar parálisis o incluso la muerte. En un incidente tristemente célebre ocurrido en la década de 1960, el campeón de salto con pértiga Brian Sternberg quedó paralizado del cuello para abajo en un accidente de cama elástica.
El peligro puede reducirse enterrando la cama elástica para que la cama este más cerca de la superficie circundante para disminuir la distancia de caída, y acolchando esa zona circundante. Las almohadillas sobre los muelles y el armazón reducen la gravedad de las lesiones por impacto. Mantener los muelles cubiertos también reduce el riesgo de que una extremidad caiga entre los huecos de los muelles y el resto del cuerpo se caiga de la cama elástica.
Existen kits para camas elásticas domésticas que proporcionan una red de contención alrededor de la cama elástica y evitan que los usuarios reboten por el borde. La Academia Americana de Pediatría afirma que no hay pruebas epidemiológicas de que mejoren la seguridad. Las redes evitan que los saltadores se caigan de la cama elástica al suelo, pero estas caídas no son la fuente más común de lesiones. Varios usuarios que rebotan en una cama elástica con red pueden seguir lesionándose. Los recintos con redes de seguridad tienen un mayor beneficio para salvaguardar a los trampolinistas solitarios, siempre que eviten caerse sobre la cabeza o el cuello.
Tener algún tipo de formación en un gimnasio puede ser beneficioso para alertar a la gente de posibles peligros y proporcionar técnicas para evitar malas caídas.
Las áreas comerciales orientadas a la familia en Norteamérica, como los centros comerciales, los carnavales, etc., suelen incluir camas elásticas infladas cerradas (CIT) como atracción infantil. Estos tienen redes de seguridad en los laterales para evitar lesiones.